# Closing Night
Closing Night – album soundboardowy/na żywo Elvisa Presleya, składający się z utworów nagranych 3 września 1973 w Las Vegas (odpowiednio Dinner i Closing Show). Wydany w 2004 roku. Był to ostatni koncert w tej trasie (6 sierpnia 1973 – 3 września 1973) i ostatni koncert w 1973. Resztę roku Presley poświęcił na nagrywanie piosenek do nowych albumów.  

## Lista utworów
1. "2001 Theme" (Dinner Show)
2. "C.C. Rider" (Dinner Show)
3. "I Got a Woman – Amen" (Dinner Show)
4. "Love Me" (Dinner Show)
5. "Steamroller Blues" (Dinner Show)
6. "You Gave Me a Mountain" (Dinner Show)
7. "Trouble" (Dinner Show)
8. "Long Tall Sally - Whole Lotta Shakin’ Goin’ On - Your Mama Don’t Dance - Flip, Flop And Fly - Hound Dog" (Closing Show)
9. "Love Me Tender" (Closing Show)
10. "Fever" (Closing Show)
11. "What Now My Love" (Closing Show)
12. "Elvis sings Bridge over Troubled Water to Theme Of Suspicious Minds" (Closing Show)
13. "Bridge over Troubled Water" (Closing Show)
14. "Suspicious Minds" (Closing Show)
15. "Introductions By Elvis" (Closing Show)
16. "My Boy" (Closing Show)
17. "I Can’t Stop Loving You" (Closing Show)
18. "An American Trilogy" (Closing Show)
19. "A Big Hunk O’Love" (Closing Show)
20. "The First Time Ever I Saw Your Face" (Closing Show)
21. "Mystery Train - Tiger Man" (Closing Show)
22. "How Great Thou Art" (Closing Show)
23. "Help Me Make It Through The Night" (Closing Show)
24. "Softly, As I Leave You" (Closing Show)
25. "Can’t Help Falling in Love" (Closing Show)